# Gianfrancesco Gonzaga (religioso)

Stemma dei Gonzaga, 1433

Gianfrancesco Gonzaga (XVI secolo) è stato un teologo italiano.

## Biografia
Nacque nel XVI secolo ed era figlio di Ascanio Gonzaga, discendente da Corrado Gonzaga (?-1340), capostipite della linea cadetta dei Gonzaga di Palazzolo. Abbracciò la vita religiosa entrando nell'Ordine francescano col nome di fra Bonaventura.

## Opere
- Ragionamenti del reuerendo padre frate Bonauentura Gonzaghi da Reggio... sopra i sette peccati mortali, & sopra i sette salmi penitentiali del rè Dauid ridotti in sette canzoni, & parafrasticati dal medesimo., pubblicato nel 1567 a Venezia e nel 1568 a Padova
- Avvertimenti monacali, et modo di viver religiosamente secondo Iddio per le vergini, et spose di Giesu Christo., pubblicato nel 1577